# Jacques Lassaigne
Jacques Lassaigne (n. 17 decembrie 1911, Paris, Île-de-France, Franța – d. 10 februarie 1983, Paris, Île-de-France, Franța) a fost un critic de artă francez. A scris numeroase cronici de artă și multe biografii ale unor artiști. A fost director al Muzeului de Artă Modernă al Parisului din anul 1971 până în 1978. 

## Biografie
După ce a absolvit dreptul, a debutat ca jurnalist la ziarul Le Figaro împreună cu Georges Bernanos. A publicat în fr:Le Figaro Littéraire traduceri după Luis Cernuda, Federico García Lorca, Antonio Machado și alții. Debutul în critica de artă l-a făcut în revista săptămânală Sept, fondată de dominicani în anul 1934. A colaborat cu Academia de Beaux-Arts și a ținut rubrica artistică Revue Hebdomadaire până în 1939.
A publicat din anul 1937, în colaborare cu Eugenio d'Ors, în Almanahul Artelor (Fayard), un recensământ al principalelor evenimente artistice anuale, lucrări de Honoré Daumier (1937), Toulouse-Lautrec (1939), Edgar Degas (1945) și Goya (1946) la edițiile Hyperion.
În timpul celui de al doilea război mondial, Lassaigne s-a înrolat în armata franceză care a trecut prin Balcani spre Turcia. A ajuns la Haifa în anul 1941. A participat la emisiunile postului Radio-Levant France-Libre și a vorbit la emisiunile Radio-Ierusalim în perioada mai-iunie 1941.

## Scrieri
Publicații la Editura Skira: 
- Istoria picturii contemporane , cu Maurice Raynal, 2 volume (1950-1951)
- Istoria picturii spaniole , 2 volume (1951-1952)
- Istoria picturii flamande , 2 volume (1957-1958)
- Secolul al XV- lea , cu GC Argan
- Marea istorie a picturii , în colaborare, 16 volume (1973)
- Marile figuri ale perioadei interbelice , în colaborare, 4 volume (1982)
- monografii despre: Lautrec, Dufy, Matisse, Miro, Kandinsky, desene nepublicate de Marc Chagall

Altele: 
- prima lucrare despre Villon, Editions de Beaune, 1949
- Chagall, Maeght, 1957

## Expoziții
- Curator al mai multor expoziții de artă franceză din străinătate:
- Belgrad, 1948
- Stockholm, Dusseldorf, Berlin, 1950-1951
- Sao Paolo, prima bienală, 1951
- Barcelona, Madrid, Valencia, 1954
- Turin, retrograd Chagall, 1953 și Delaunay, 1959
- Israel, 1960
- Moscova, 1961
- Montreal, 1963

Organizate și expuse: Bissière, Gruber, Tal Coat, Le Moal, Borès, Pagava, Chagall, Delaunay, Herbin și pentru prima dată la Paris: Suga, Nejad, Dahmen, Ung No Lee. 
Funcții:
- Comisar al participării franceze la Bienalele din Sao Paolo, 1951, 1957, 1965, din Veneția, 1961, 1963, 1965, 1975
- Președintele juriului la bienala de la Lubija în 1960 și Sao Paulo în 1965.
- Delegat general al Bienalei de la Paris din 1967 până în 1969.
- Președinte al Asociației Internaționale a Criticii de Artă (pentru Franța) din 1966 până în 1969. A fost ales președinte de onoare în 1975.
- Șef curator al Muzeului de Artă Modernă al orașului Paris din 1971 până în 1978.
- Consilier artistic al orașului Paris din 1978 până în 1983.

A lăsat moștenire Muzeului de Artă Modernă din Paris "O colecție rară de enciclopedii și cărți despre istoria artei".

## Lucrări
- Vieira Da Silva 366: Ed. Circle of Art, 1992 p. p. 344-358
- Abstraccion lirica, "Scoala de Paris" 1956-1976 ediție 1979: Madrid, Spania, [sn]
- Prefață la: Toate picturile Degas, 151 p., Flammarion, 1988 de Fiorella Minervino
- Crearea abstractizării 1931-1936, Gladys C. Fabre, Jacques Lassaigne, Muzeul de Artă Modernă al orașului Paris 7 .
- Theo Angelopoulos , curator al expoziției și catalogului Galeriei Mona Lisa, Paris1966 8
- 31 de artiști contemporani elvețieni, 1972 de Felix Andreas Baumann, Jacques Lassaigne, Galeriile naționale Grand Palais 9
- Alberto Magnelli, catalog al expoziției din Zurich în 1963, din 4 mai până în 3 iunie 10
- Antoni Tapies , retrospectivă 1946/1973, expoziție în 1973, ediție a muzeului de artă modernă, Paris